# N19 (Oekraïne)
De N19 (Cyrillisch: H19) is een autoweg op het Oekraïense schiereiland Krim. De weg loopt langs de zuidkust van Jalta naar Sebastopol en is 81 kilometer lang

## Verloop
De N19 begint in Jalta, waar de weg aansluit op de M18 naar Simferopol. Daarna loopt de weg door een continue rij van badplaatsen, waaronder Jalta, Hoerzoef, Livadija, Aloepka en Simejiz. Na deze badplaatsen komt de weg aan in de havenstad Sebastopol, aan de westkant van het schiereiland. Vanaf Sebastopol gaat de weg als N06 weer richting Simferopol.
M01 ·
M02 ·
M03 ·
M04 ·
M05 ·
M06 ·
M07 ·
M08 ·
M09 ·
M10 ·
M11 ·
M12 ·
M13 ·
M14 ·
M15 ·
M16 ·
M17 ·
M18 ·
M19 ·
M20 ·
M21 ·
M22 ·
M23 ·
M24 ·
M25 ·
M26 ·
M27 ·
M28 ·
M29 ·
M30
N01 ·
N02 ·
N03 ·
N04 ·
N05 ·
N06 ·
N07 ·
N08 ·
N09 ·
N10 ·
N11 ·
N12 ·
N13 ·
N14 ·
N15 ·
N16 ·
N17 ·
N18 ·
N19 ·
N20 ·
N21 ·
N22 ·
N23 ·
N24 ·
N25 ·
N26 ·
N27 ·
N28 ·
N30 ·
N31 ·
N32 ·
N33